# セフジニル
セフジニル（Cefdinir、商品名セフゾン）とは、第三世代セファロスポリンに属する抗生物質である。日本では第三世代セフェムと呼ばれることも多い（いずれもセファロスポリン参照）。この薬剤は半合成で作られ、広い抗菌スペクトルを持っている。米国では1997年2月にFDAの承認を受けた。日本では藤沢薬品工業（現・アステラス製薬）が1991年11月に発売した。

## 作用機構
作用機構は他のセファロスポリン系抗生物質と同じである。

## 使用対象
セフジニルは中耳炎、皮膚炎、咽頭炎、静脈洞炎、感染性肺炎、気管支炎などの治療に用いられている。日本でも風邪などの治療薬として処方される。
セフジニルはグラム陽性菌およびグラム陰性菌が原因の感染症の治療に用いられる。以下のような細菌に対して作用する。

### グラム陰性菌
- Haemophilus influenzae （インフルエンザ菌）
- Moraxella catarrhalis
- Escherichia coli （大腸菌）
- Klebsiella spp.
- Proteus mirabilis

### グラム陽性菌
- Staphylococcus aureus （黄色ブドウ球菌）
- Streptococcus pneumoniae
- Streptococcus pyogenes

大部分の第三世代セファロスポリン（セフジニルを含む）は、緑膿菌には効果的ではない。

## 副作用
セファロスポリンの項目に詳しい。

## 投与方法と投与量
セフジニルは通常カプセルとして経口投与される。投与期間は感染症の種類によって異なる。